# Cesare Angelini
Cesare Angelini (Albuzzano, 2 agosto 1886 – Pavia, 27 settembre 1976) è stato un presbitero, scrittore e critico letterario italiano.

## Biografia

### Origini, formazione

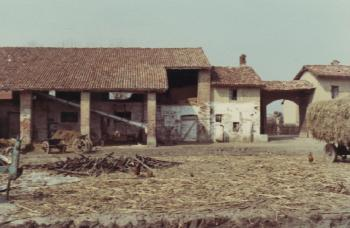
La casa natale di Angelini, ad Albuzzano

Nasce ad Albuzzano. È il sesto figlio di Giovanni Battista e Maria Maddalena Bozzini (o Bosini), contadini.
Nel villaggio di fine Ottocento, ancora dominato da una forte tradizione agricola di vecchio stampo, trascorre la sua fanciullezza imparando la vita dal lavoro dei campi, dal dialogo intimo e stretto con la natura, che manterrà assiduamente sino alla fine.
Sotto le cure dell'arciprete di Albuzzano, Cesare Prelini (1843-1915), è avviato al sacerdozio e si prepara agli studi ginnasiali che svolge presso il Seminario Vescovile di Pavia. È ordinato sacerdote il 24 giugno 1910.
Dopo l'ordinazione, pubblica i primi tentativi di poesia – versi per lo più di stile pascoliano – nel settimanale cattolico pavese Il Ticino.

### Cesena, primi scritti
In seguito, dal 1910 al 1915, viene chiamato ad insegnare lettere presso il Seminario di Cesena dal vescovo locale, il pavese monsignor Giovanni Cazzani. Nella cittadina romagnola conosce e frequenta quasi quotidianamente il critico letterario Renato Serra bibliotecario della Malatestiana che avvicina sempre di più Angelini alla letteratura, lo introduce nell'ambiente culturale della Voce e segna il suo itinerario sulla via del frammentismo intrinseco alla rivista fiorentina.
L'esordio di Angelini in un foglio letterario avviene nella Romagna, anno X, 1913, n. 1, 15 gennaio, pp. 4–20, con il saggio Un poeta della critica dedicato a Serra. Altri interventi di quel periodo (saggi critici, prose liriche e poesie) compaiono in riviste al limite della circolazione locale come La Romagna, Il Corriere cesenate, Il Cittadino. Serra muore il 20 luglio 1915, a trent'anni, nel primo conflitto mondiale sul Podgora. Angelini gli serberà memoria per tutta la sua esistenza, pubblicando numerosi saggi a lui dedicati in riviste, in edizioni commemorative.

### La Voce, la prima guerra mondiale
Nel 1915 Angelini è a Pavia e scrive i primi due saggi per la Voce bianca di De Robertis su Pascoli, Pascoli moderno (n. 9, aprile) e Pascoli e Croce (n. 13, luglio). Sempre nella rivista fiorentina, nel fascicolo commemorativo dedicato a Renato Serra (n. 16, ottobre), compare il suo contributo Il primo critico puro, nel quale vi è già l'intenzione di arte e di letteratura che eserciterà nel corso di tutta la sua vita, tenendosi fedele all'insegnamento di Serra e alla sua lezione etica e culturale.
Dal marzo 1916 partecipa alla prima guerra mondiale come soldato della sanità e, dall'agosto del 1917, cappellano degli alpini al battaglione Sette Comuni, poi al battaglione Bassano, e, dal gennaio 1918, al battaglione Intra.
In missione in Albania, nell'estate 1919, avvicina Alì Mohamed Murtezza Karageorgevič, Mutfì di Antivari: lo scambio e la comune lettura di libri religiosi – il Vangelo, il Corano – si risolvono in un episodio che sembra precorrere l'ecumenismo giovanneo.

### Torre d'Isola, prosatore, critico militante
Nell'ottobre 1919, congedato, si trasferisce a Torre d'Isola, coadiutore del fratello Giuseppe che è parroco, e insegna lettere nel Seminario Vescovile di Pavia.
Dal 1920 collabora con saggi critici e prose liriche alle riviste milanesi Il Convegno di Enzo Ferrieri, Il Carroccio, La Festa, più tardi a Pègaso e Pan di Ugo Ojetti.
Nel 1923 pubblica la sua prima opera Il lettore provveduto, raccolta di studi letterari su scrittori dell'Ottocento e del Novecento (editi prima nel Convegno) con prefazione Discorso con l'anima mia. Tre anni dopo, nel 1926, La Civiltà Cattolica (1926, n. 3, pp. 532–533) riporta una stroncatura anonima che accusa Angelini di non dare «esatto conto del valore morale e religioso degli autori»; con particolare riferimento alle espressioni di stima presenti nel capitolo riguardante Giovanni Verga, autore che non rientrava nei canoni delle letture cattoliche.

### I sodali
Continua e amplia la corrispondenza, con Antonio Baldini, Benedetto Croce, Giuseppe De Robertis, Giacomo Debenedetti, Enrico Falqui, Tommaso Gallarati Scotti, Carlo Linati, Marino Moretti.
Inizia anche una frequentazione con il poeta vernacolo Angelo Ferrari (1874-1971), per la cui seconda raccolta di poesie Un bris ad ciel (1924) collabora alla scelta dei testi.
Nel gennaio 1924, in seguito ad un suo intervento nella rivista La Festa riguardante Ada Negri, letta fin dagli anni in Seminario, riceve da lei una lettera di ringraziamento da cui inizia un rapporto di amicizia e scambi epistolari.
Frequenta Vittorio Beonio-Brocchieri.
Ha rapporti di amicizia ed epistolari con Giuseppe Prezzolini, conosciuto a Roma nel 1919 negli uffici della Voce.
Con Giovanni Papini stringe un rapporto assiduo e di ammirazione, al punto che Papini confida e anticipa proprio ad Angelini la sua conversione al cristianesimo. Ed è lo stesso Papini a scrivere con stima una lettera aperta in una rivista, che porterà ad Angelini credito nell'ambiente letterario.

### Pellegrino in Terrasanta, parroco
Nel dicembre 1932 compie, via mare, il primo pellegrinaggio in Terrasanta (il diario di viaggio è successivamente presentato a puntate – gennaio, febbraio 1933 – nelle pagine del Corriere della Sera); tornandoci nel marzo 1937.
Nel 1938, mancato il fratello, è economo spirituale (parroco reggente) di Torre d'Isola.

### Il Borromeo
Nel 1939, alla vigilia della seconda guerra mondiale, diviene rettore dell'Almo Collegio Borromeo, il collegio universitario pavese fondato da San Carlo nel 1561. Vi rimane per 22 anni.
Dal 1941 al 1945 il Borromeo è trasformato in ospedale militare: Angelini mantiene i contatti con gli studenti impegnati nel conflitto, e sovraintende comunque la vita del collegio.
Nel 1946, nel difficile periodo della ricostruzione, al fine di (ri)avvicinare studenti ed ex studenti al collegio, costituisce l'Associazione ex alunni.
Dal 1946 al 1955 promuove la pubblicazione dei Saggi di umanismo cristiano, Quaderni dell'Almo Collegio Borromeo, firmandosi segretario di redazione: un trimestrale su cui, insieme agli interventi di autori già noti, esercitano le prove d'esordio giovani studiosi – tra i quali alunni ed ex alunni dello stesso Borromeo, del Collegio Ghislieri e della Normale di Pisa – che avrebbero raggiunto posti di rilievo nel mondo della cultura. Angelini di suo vi pubblica saggi, prose e poesie.
Ospita in conferenze personalità di diverso orientamento perché parlino ai giovani e alla cittadinanza pavese, sempre invitata.
Scrive alcune prose dedicate al collegio: Questo Borromeo, Piazza Borromeo e Luna sul Borromeo.

### In Assisi, monsignore
Nell'agosto 1946 partecipa ai corsi religiosi della Pro Civitate Christiana in Assisi, che seguirà di anno in anno fino al 1960. Assisi è una meta prediletta del sacerdote pavese, dove si incontra con gli amici corsisti Antonio Baldini, Piero Bargellini, Silvio D'Amico, Nazareno Fabbretti, Giovanni Papini, Daniel-Rops, Michele Saponaro, e altri.
Il 21 luglio 1950 è nominato prelato domestico di Sua Santità.

### Via Luigi Porta, via Sant'Invenzio
Concluso il rettorato in Borromeo, dal 1961 al 1976 conduce vita privata a Pavia, prima in via Luigi Porta poi in via Sant'Invenzio alle quali riserva pagine autobiografiche.
Ripropone i suoi testi in nuove edizioni: in un continuo e ripetuto lavorio di lima corregge un precedente manierismo ed una eccessiva letterarietà. Si può dire che Angelini riveda interamente la sua opera, si "riscrive".
Pubblica un commento scolastico ai Promessi Sposi per Principato (1962).
Cura la Bibbia per Fabbri in dispense (1962). Traduce sacre scritture: Il Cantico dei Cantici per Scheiwiller (1963), gli Atti degli apostoli per Einaudi (1967) e l'Apocalisse per Franco Maria Ricci (1969).
È elzevirista del Corriere della Sera, saggista in Nuova Antologia.
Nell'aprile 1975, a 88 anni, con il rettore dell'Almo Collegio Borromeo, Angelo Comini, e alcuni studenti, si reca a Roma per il venticinquesimo Giubileo; il 2 aprile è accolto pubblicamente da Papa Paolo VI nel cortile di S. Damaso.
La sera del 27 settembre 1976, all'età di 90 anni, muore nella sua stanza di via Sant'Invenzio.
Anche se in più occasioni aveva espresso apertamente il desiderio della sua tomba situata in Terrasanta, viene sepolto nel cimitero di Torre d'Isola, accanto ai genitori e ai fratelli, come chiede nel testamento datato 10 settembre 1975.

## Ambiti letterari
La sua produzione, che comprende numerosi libri, si può suddividere in alcune sezioni.

### Prosa
È autore di prose d'arte, anche a carattere autobiografico, pubblicate in rivista e poi raccolte e rielaborate in volume, tra i quali si evidenziano: Commenti alle cose (1925), I doni del Signore (1932), Santi e poeti (e paesi) (1939), Carta, penna e calamaio (1944), Acquerelli (1948), I frammenti del sabato (1952), Autunno (e altre stagioni) (1959), Viaggio in Pavia (1964), Questa mia Bassa (e altre terre) (1970), Il piacere della memoria (1977).

### Poesia
In poesia esordisce con versi di stile pascoliano editi in giornali pavesi e cesenati (1912-1913), raccolti, a cura di Renzo Cremante, in Belvento di Romagna. Pagine disperse (1912-1923) (2010).
Una nuova esperienza poetica si riscontra dal 1947 al 1948: pubblica dodici sonetti dedicati ai mesi – a puntate – nel trimestrale Saggi di umanismo cristiano, poi riveduti e riuniti in Autunno (e altre stagioni) (1959), infine ripresentati con varianti nel Piacere della memoria (1977).

### Critica
La critica si delinea nella fedeltà assoluta al Manzoni – che diventa un esempio e quasi un interlocutore – espressa in numerosi volumi, sin dal 1924 con Il dono del Manzoni, seguono Invito al Manzoni (1936), Manzoni (1942), L'osteria della luna piena (1962). La silloge ne è Capitoli sul Manzoni vecchi e nuovi (1966) e un commento ai Promessi Sposi pubblicato nel 1958; infine Variazioni manzoniane (1974) e il postumo Con Renzo e con Lucia (e con gli altri). Saggi sul Manzoni (1986).
Si sofferma su Dante con Il commento dell'esule (Noterelle dantesche) (1967).
Su Leopardi, Foscolo, Monti, redige studi ed edizioni, poi riuniti in Nostro Ottocento (1970) e Altro Ottocento (e un po' di Novecento) (1973); publlica saggi a riguardo di Pascoli, ammirato fin dalla giovinezza cesenate, raccolti, a cura di Renzo Cremante, in Su Pascoli (e dintorni di Romagna). Pagine disperse (2008).
Nell'ambito del Novecento si occupa in particolare di Renato Serra, e riporta alcuni dei saggi a lui dedicati in Notizia di Renato Serra (1968); inoltre ad autori sentiti affini alle sue scelte di lettore riserva studi, molti dei quali sono per ultimo confluiti in Cronachette di letteratura contemporanea (1971).

### Religione
Lo accompagna una lunga dedizione alla letteratura religiosa; tra i volumi si segnalano: Conversazioni sul Vangelo (1930), La vita di Gesù narrata ai ragazzi (1934), Il leggendario dei Santi (1935), Invito in Terrasanta (1937), Il Regno dei Cieli (1950), Parabole e fatti nel Vangelo (1955), Quattro Santi (e un libro) (1957), La madre del Signore (1958), Ritratto di Vescovo (Mons. Giovanni Cazzani) (1969), Caterina da Siena voce d'Italia (1974), La vita di Gesù narrata da sua madre (1976), Ritratti di Sacerdoti (1977), Lettera al Papa (e altri scritti) (1977).
Cura i Viaggi in Terrasanta di Leonardo Frescobaldi e Simone Sigoli (1944), i Vangeli nella traduzione di Niccolò Tommaseo (1949), la Bibbia (1962); traduce il Cantico dei Cantici (1963), gli Atti degli Apostoli (1967), e l'Apocalisse (1969).

### Scolastica
Nelle edizioni scolastiche pubblica antologie letterarie a sua cura, per i seminari, le scuole medie, le classi ginnasiali, il liceo scientifico. Per le scuole medie è autore di testi di religione.
Inoltre, dal 1930 al 1957, è chiamato a collaborare con i più diffusi sussidiari per le scuole elementari, curandone la parte religiosa e la scelta delle letture.
Un commento ai Promessi Sposi per la scuola è pubblicato nel 1962.

## Opere
In ordine di prima pubblicazione.

### Principali pubblicazioni
- Il lettore provveduto, Milano, Il Convegno Editoriale, 1923.
- Angelo Ferrari, Un bris ad ciel, con la collaborazione e «con parlata» d'introduzione di Cesare Angelini, Pavia, Circolo di Coltura «Alessandro Manzoni», 1924.
- Il dono del Manzoni, Firenze, Vallecchi, 1924.
- Commenti alle cose, Milano, Alba, 1925.
- S. Antonino, Opera a ben vivere, [presentazione] di Giovanni Galbiati, a cura di Cesare Angelini, Milano, Istituto Editoriale Italiano, 1926.
- Testimonianze cattoliche, Pavia, Artigianelli, s.d. (ma 1928).
- Conversazioni sul Vangelo, Brescia, La Scuola, 1930; 2ª ed. riveduta ivi 1947; 3ª ed. ivi 1951.
- Commemorazione del Cardinal Federico, letta da Cesare Angelini nel Salone degli affreschi dell’Almo Collegio Borromeo in Pavia il XXXI maggio MDCCCCXXXI, Pavia, stampato a cura del Collegio, s.d. (ma 1931).
- I doni del Signore, Pistoia, Grazzini, 1932, 2ª ed. corretta e accresciuta ivi 1933; 3ª ed. «con pagine nuove», Brescia, La Scuola, 1953; 4ª ed. riveduta, Milano, Bignami, 1970.
- La vita di Gesù narrata da Cesare Angelini, Torino, UTET, 1934, e ristampe; nuova ed. ivi 1959, e ristampe; ulteriore ed., con una nota di Fabio Maggi, Torino, Lindau, 2012.
- Il leggendario dei Santi, illustrato da Andrea Fossombrone, Torino, UTET, 1935, e ristampe; nuova ed., illustrato da Ina Zueff ivi 1958, e ristampe.
- Invito al Manzoni, Brescia, La Scuola, 1936; 2ª ed. riveduta ivi 1938; 3ª ed. ivi 1944; 4ª ed. ed. ivi 1950; 5ª ed. ivi 1954; 6ª ed. ivi 1960; 7ª ed. accresciuta ivi 1968.
- Invito in Terrasanta, Pavia, Ancora, 1937; 2ª ed. riveduta, Milano, Editoriale Milano, 1946; nuova ed. con titolo Terrasanta Quinto Evangelo, Torino, Borla, 1959; accresciuta ivi 1968; ulteriore ed., con una nota di Fabio Maggi, prefazione di Pierbattista Pizzaballa, Torino, Lindau, 2013, ISBN 978-88-6708-097-7.
- Santi e poeti (e paesi), Milano, Romolo Ghirlanda, 1939; nuova ed. Pavia, Selecta, 2007, ISBN 88-7332-181-X.
- Il libro di religione, Relazione presentata al Convegno per la letteratura infantile - Bologna 10 novembre 1938, Brescia, La Scuola, s.d. (ma 1939).
- Vincenzo Monti, Opere scelte, a cura di Cesare Angelini, Milano-Roma, Rizzoli, 1940.
- Manzoni, Torino, UTET, 1942; 2ª ed. ivi 1949; 3ª ed., Torino, SEI, 1953; ulteriori ed. ivi 1958 e 1963.
- Notizie di poeti, Firenze, Le Monnier, 1942; 2ª ed. ivi 1944.
- Carta, penna e calamaio, Milano, Garzanti, 1944.
- Leonardo Frescobaldi e Simone Sigoli, Viaggi in Terrasanta, a cura di Cesare Angelini, Firenze, Le Monnier, 1944; ristampa con presentazione di Franco Cardini ivi 1999.
- Ricordo di Romeo Borgognoni, Pavia, Il Regisole, s.d. (ma 1944).
- Tommaso Da Kempis, Della Imitazione di Cristo, versione di Antonio Cesari, a cura di Cesare Angelini, Milano, Martello, 1945.
- Acquerelli, Brescia, La Scuola, 1948; 2ª ed. accresciuta ivi 1950.
- Contardo Ferrini o “la passione ricevuta dal Cielo”, Milano, Colonnello, 1948.
- I Vangeli, nella traduzione di Niccolò Tommaseo, a cura di Cesare Angelini, Torino, Einaudi, 1949; nuova ed. ivi 1963, e ristampe; ulteriore ed. ivi 1991.
- Il Regno dei Cieli, Milano, Garzanti, 1950; nuova ed., con prefazione di Giuseppe De Luca, Milano, Bignami, 1971 e ristampe fino al 1994.
- I frammenti del sabato, Milano, Garzanti, 1952; nuova ed. Pavia, Selecta, 2006, ISBN 88-7332-173-9.
- Parabole e fatti nel Vangelo, Assisi, Edizione Pro Civitate Christiana, 1955; nuova ed., con titolo Fatti e parabole, Milano, Bignami, 1970.
- Vivere coi poeti, Milano, Fabbri, 1956.
- Quattro Santi (e un libro), Brescia, La Scuola, 1957.
- La madre del Signore, tavole di Enrico Manfrini con il commento di Aldo Carpi, prefazione di Giovanni Battista Montini, Milano, Galleria d'Arte Sacra dei Contemporanei, 1958; ristampa ivi 1961; nuova ed. non illustrata, a cura di Rienzo Colla, Vicenza, La Locusta, 1983; 2. ed., Vicenza, La Locusta, 1999.
- Alessandro Manzoni, I Promessi Sposi, a cura di Cesare Angelini, Torino, UTET, 1958, e ristampe fino al 1997, ISBN 88-02-01842-1.
- Autunno (e altre stagioni), Padova, Rebellato, 1959.
- Carriera poetica di Vincenzo Monti, Milano, Fabbri, 1960.
- Cinque terre (e una Certosa), Padova, Rebellato, 1960.
- Amore di Pavia, fotografie di Jean Serge Libiszewski, impaginazione di Franco Grignani, Pavia, Edizioni Necchi, 1960.
- Il Canto XIII dell'Inferno, Lectura Dantis Scaligera, Firenze, Le Monnier, 1961; ristampa ivi 1968.
- Quattro lombardi (e la Brianza), Milano, All'Insegna del Pesce d'Oro, 1961.
- L'osteria della luna piena, Milano, All'Insegna del Pesce d'Oro, 1962.
- La Bibbia, a cura di Cesare Angelini, Milano, Fabbri, 1962.
- Collegio Borromeo, fotografie di Luisa Bianchi e Guglielmo Chiolini, Alfieri & Lacroix, 1963.
- Il Cantico dei Cantici, traduzione di Cesare Angelini, Milano, All'Insegna del Pesce d'Oro, maggio 1963; 2 ed. riveduta ivi dicembre 1963; 3ª ed. con l'aggiunta di una nota bibliografica ivi 1969; nuova ed. Torino, Einaudi, 1973, e ristampe; Milano, CDE, 1998; con il testo della Vulgata e la versione dall'ebraico di Paolo De Benedetti, a cura di Nicoletta Leone, tavole di Piero Crida, Bologna, CLUEB, 2011, ISBN 978-88-491-3592-3.
- De Profundis per il pittore. Ricordo di Romeo Borgognoni, Milano, All'Insegna del Pesce d'Oro, 1964.
- Viaggio in Pavia, con fotografie di Guglielmo Chiolini, Giuliano Carraro, Luisa Bianchi, Mario Camurati, impaginazione di Carlo Mo, Pavia, Ente Provinciale per il Turismo, 1964; 2ª ed. riveduta e accresciuta ivi 1966; 3ª ed. riveduta e accresciuta ivi 1976, e ristampe; nuova ed. ivi 1990; con prefazione di Giorgio Piovano ivi 1992; ulteriore ed., a cura di Francesco Ricci, con fotografie di Vittorio Dozio e Pier Enrico Ferri, e con un ricordo di Indro Montanelli, Pavia, Torchio de' Ricci, 2001.
- Mio figlio Gesù. La vita di Gesù narrata da sua madre, Torino, Gruppo Pellegrinaggi Fiat, 1966; 2ª ed., San Remo, Famiglia dell'Ave Maria, 1967.
- Capitoli sul Manzoni vecchi e nuovi, Milano, Mondadori, 1966; 2ª ed. riveduta e ampliata ivi 1969.
- Il commento dell'esule. (Noterelle dantesche), Milano, All'Insegna del Pesce d'Oro, 1967.
- Atti degli Apostoli, traduzione e note di Cesare Angelini, Torino, Einaudi, 1967; nuova edizione ivi 1991; ulteriore ed., con le sculture lignee dell’Aleijadinho, Parma, Franco Maria Ricci, 1980.
- Assisi, due prose di Cesare Angelini, trantaquattro quadri di Francalancia, Milano, All'Insegna del Pesce d'Oro, 1968.
- Notizia di Renato Serra, Padova, Rebellato, 1968.
- Apocalisse xilografica estense, analisi di Sergio Samek Ludovici, testo latino nella edizione critica oxoniense di J. Wordsworth e H. White, traduzione e note di Cesare Angelini, Parma, Franco Maria Ricci, 1969; nuova ed., Apocalisse, Torino, Einaudi, 1972; nuova ed. ivi 1990.
- Ritratto di Vescovo (Mons. Giovanni Cazzani), prefazione di Paolo Magnani, Pavia, Seminario Vescovile di Pavia, 1969.
- Carlo Dossi e la scapigliatura milanese, Milano, Istituto Lombardo di Sscienze e Lettere, 1970.
- Nostro Ottocento, Bologna, Boni, 1970.
- Questa mia Bassa (e altre terre), Milano, All'Insegna del Pesce d'Oro, 1970; 2ª ed. riveduta e accresciuta ivi 1971; 3ª ed. postuma e riveduta basandosi su una copia con varianti conservata nella bblioteca dell'autore, a cura di Angelo Stella, ivi 1992.
- Cronachette di letteratura contemporanea (1919-1971), Bologna, Boni, 1971.
- I discorsi di Assisi, Milano, Bignami, 1973.
- S. Colombano al Lambro e le terre vicine, Milano, Principato, 1973.
- Altro Ottocento (e un po' di Novecento), Bologna, Boni, 1973.
- Variazioni manzoniane, Milano, Rusconi, 1974.
- Caterina da Siena voce d'Italia, Pavia, Collegio Universitario S. Caterina da Siena, 1974; poi raccolto in Nel nome di Caterina, testi di Cesare Angelini e Carlo Dionisotti con una lettera postillata di Caterina da Siena, Novara, Interlinea, 2003, ISBN 88-8212-065-1.
- La vita di Gesù narrata da sua madre, prefazione di Francesco Casnati, Milano, Rusconi, luglio 1976; ristampa ivi ottobre 1976; nuova edizione ivi 1994, ISBN 88-18-70037-5; ulteriore ed., con una nota di Fabio Maggi, Torino, Lindau, 2011, ISBN 978-88-7180-939-7; Milano, Master, 2013.
- Lettera al Papa (con altri scritti), a cura di Massimiliano Boni, Bologna, Boni, 1977; nuova ed. a cura di Rienzo Colla, Vicenza, La Locusta, 2004; ulteriore ed., Pavia, Tipografia commerciale pavese, 2007.
- Ritratti di Sacerdoti, a cura di Paolo Magnani, Pavia, Seminario Vescovile di Pavia, 1977.
- Il piacere della memoria, a cura di Vanni Scheiwiller basandosi sulle bozze già preparate dall'autore, Milano, All'Insegna del Pesce d'Oro, 1977.
- La Targa Jean Giono, Voghera, Rotary Club, 1980.
- Il Gesù di Matteo, a cura di Rienzo Colla, La Locusta, 1982; ristampa ivi 1983.
- Perpetua e don Abbondio, incisioni di Walter Piacesi, prefazione di Mario Talamona, con un saggio di Indro Montanelli Ricordo di don Cesare, Milano, Franco Sciardelli, 1984.
- Terrasanta, a cura di Rienzo Colla, La Locusta, 1984.
- Il Manzoni e le sue idee, prefazione di Mario Rossi, Pavia, Aurora, 1985.
- Con Renzo e con Lucia (e con gli altri). Saggi sul Manzoni, a cura di Pietro Gibellini e Angelo Stella, prefazione di Maria Corti, Brescia, Morcelliana, 1986; ristampa ivi 1987.
- Colloquio con Cesare Angelini, a cura di Giuseppe Centore, presentazione di Vanni Scheiwiller, Milano, All'Insegna del Pesce d'Oro, 1986.
- Uomini della «Voce», a cura di Vanni Scheiwiller, Milano, Libri Scheiwiller, 1986.
- Il Risorto, a cura di Rienzo Colla, La Locusta, 1987.
- Le cronache della domenica, a cura di Renato Zironda, Vicenza, La Locusta, 1988.
- Colloqui fotografici, parole di Cesare Angelini, immagini di Luisa Bianchi, Pavia, Edizioni ViGiEffe, 1993.
- La memoria, segni chimico-fisici su titanio di Pietro Pedeferri, Osnago, Pulcinoelefante, 1997.
- Andiamo a Betlemme, a cura di Rienzo Colla, Vicenza, La Locusta, 1998.
- L’acqua il lume il paese, a cura di Angelo Stella, Pavia, TCP, 2002.
- Mi ricordo di Alì, con un disegno di Antonietta Viganone, Milano, Franco Sciardelli, 2005.
- Viaggi in Lombardia, Bologna, Boni, 2005.
- Conoscere la provincia, con 10 incisioni di Teodoro Cotugno, introduzione Angelini e la provincia di Gabriele Dadati e Stefano Fugazza, [Piacenza], Ore piccole, 2007.
- Su Pascoli (e dintorni di Romagna). Pagine disperse, a cura di Renzo Cremante, Pavia, TCP, 2008, ISBN 978-88-86719-70-4.
- I giorni del Foscolo a Pavia, Pavia, Associazione Itinerari Culturali Cesare Angelini, 2009.
- Belvento di Romagna. Pagine disperse (1912-1923), a cura di Renzo Cremante, Bologna, CLUEB, 2010, ISBN 978-88-491-3393-6.
- Giacomo Zanella (1820-1888). Inedito, a cura di Italo Francesco Baldo, Vicenza, Editrice Veneta, 2017, ISBN 978-88-8449-834-2.
- Settembre e le noci, a cura di Antonio Castronuovo, Imola, Babbomorto, 2020.

### Raccolte
Un'esaustiva silloge dell'opera è offerta nei due volumi: 
- Il mondo di Cesare Angelini, a cura di Gianni Mussini e Vanni Scheiwiller, illustrazioni di Luisa Bianchi, saggio introduttivo di Angelo Stella, Milano, Libri Scheiwiller-Banca Popolare di Milano, 1997.
- La poetica degli occhi. Vita e scritti di Cesare Angelini, a cura di Mario Cantella, illustrazioni di Luisa Bianchi, Pavia, Il Regisole, 2000.

### Libri per la scuola
Opere scolastiche di C. Angelini.
- La vite e i tralci, antologia per i seminari e gli istituti religiosi, 5 volumi, Milano, Alba, 1931; riedita riveduta anche per le scuole medie e le classi ginnasiali fino al 1938.
- Libro di religione, per ogni scuola secondaria di primo grado, Varese, La Tipografica Varese, s.d. (ma 1938).
- La porta d'oro, a cura di Cesare Angelini - Carlo Linati, antologia italiana per la scuola media inferiore, Milano, Garzanti, 1946; 2ª ed. riveduta e largamente ampliata ivi 1949.
- L'allegra vendemmia, antologia per il Ginnasio Superiore e il primo biennio del Liceo Scientifico, Brescia, Editrice La Scuola, 1949.
- Primefoglie, corso di letture diretto da Cesare Angelini, 3 volumi, classe III, IV, V elementare, Milano, Ariston, 1953.
- La grande promessa, testo di religione per la scuola media, Milano, Fabbri, 1954.
- Il Messia è con noi, testo di religione per la scuola media, Milano, Fabbri, 1954.
- Vivere il credo, testo di religione per la scuola media, Milano, Fabbri, 1954.
- Il buon pastore. Parabole, Milano, Le Stelle, 1956.
- Alessandro Manzoni, I Promessi Sposi, con il commento di Cesare Angelini, Milano-Messina, Principato, 1962; 2ª ed. ampliata ivi 1963, e ristampe; 3ª ed. ampliata ivi 1974, e ristampe fino al 1982.

Opere scolastiche con la collaborazione di C. Angelini.
- Il libro della seconda, terza, quarta e quinta classe elementare, 4 volumi, Roma, La Libreria dello Stato. 1930-1940 (pagine di religione a cura di mons. Angelo Zammarchi e del reverendo Cesare Angelini).
- Mago sapere. Religione Grammatica Storia Geografia Aritmetica Geometria Scienze Igiene, sussidiario unico per la scuola elementare, classe seconda, terza, quarta, quinta, 4 volumi, Milano, Orizzonte, 1951 (pagine di religione La vite e i tralci a cura di Cesare Angelini).
- Oggi, collana di letture diretta da Aldo Palazzeschi, per la seconda, terza, quarta, quinta classe elementare, Milano, Ariston, 1951 (pagine di religione a cura di Cesare Angelini).
- Oggi, collana di letture per la Scuola di Avviamento Professionale diretta da Eugenio Montale, terzo, quarto, quinto volume, Milano, Ariston, 1953 (pagine di religione a cura di Cesare Angelini).
- Luce, sussidiario per le scuole elementari diretto da Bruno Vaccari, per la terza, quarta, quinta classe, Milano, Ariston, 1951 (pagine di religione La via La verità La vita a cura di Cesare Angelini e di Carlo Casati).
- Il nocchiero, sussidiario per la classe terza, quarta, quinta, Milano, Orizzonte, 1954 (pagine di religione a cura di Cesare Angelini).
- Al passo, sussidiario per la classe terza, quarta, quinta, Milano, Orizzonte, 1957 (pagine di religione La vite e i tralci a cura di Cesare Angelini).

### Altre pubblicazioni
- Giovanni Caravaggi e Mario Pisani (a cura di), Antologia dei "Saggi di umanismo cristiano", Quaderni dell'Almo Collegio Borromeo, 1946-1955, Pavia, Mario Ponzio, 1973, SBN MIL0275816.
- Cesare Angelini, Il libro delle dediche (Testimonianze di amicizia), a cura di Fabio Maggi, presentazione di Paolo De Benedetti, Pavia, Tipografia Commerciale Pavese, 1995, ISBN 88-86719-00-0, SBN RAV0266015.

## Riviste
Collabora a La Romagna, La Voce di De Robertis, Il Convegno, La Festa, Il Carroccio, La Fiera Letteraria, La Lettura, Pègaso, Pan, L'Orto, Primato, Nuova Antologia; promuove e dirige i Saggi di umanismo cristiano, Quaderni dall'Almo Collegio Borromeo. Firma elzeviri per Il Popolo Veneto, il Popolo Nuovo, la Gazzetta del Popolo, il Resto del Carlino, il Corriere d'Informazione e il Corriere della Sera.

## Riconoscimenti
Il 14 ottobre 1964 riceve la laurea honoris causa in Lettere dall'Università di Pavia.
L'11 maggio 1968, al castello di Bolsena, gli viene conferito il «Premio Emilio Cecchi» riservato alla critica per il volume Capitoli sul Manzoni, vecchi e nuovi, antologia dei suoi scritti manzoniani pubblicata nel 1966 da Mondadori.
Il 28 maggio 1972 riceve la prima edizione della «Targa d'Oro Jean Giono» dal Rotary Club di Voghera.

## Onorificenze
Il 28 ottobre 1969 il sindaco di Pavia gli consegna le insegne di Cavaliere di Vittorio Veneto.

## Archivi

### Le carte
I carteggi (consistenti in circa duemila unità con circa duecentotrenta corrispondenti) nel 1992 sono ceduti dalla famiglia Angelini al Centro di ricerca sulla tradizione manoscritta di autori moderni e contemporanei.
Altri documenti – corrispondenza per il novantesimo e altra corrispondenza tarda, quaderni manoscritti, libri con varianti autografe, reperti fotografici – nel 1996 sono ceduti dalla famiglia Angelini allo stesso Centro di ricerca sulla tradizione manoscritta di autori moderni e contemporanei.
Un'ulteriore integrazione – autografi, sue missive e missive a lui destinate – è consegnata, nel 2021 e nel 2022, dall'«Archivio Cesare Angelini» alla Fondazione «Maria Corti», e da essa destinati al Centro di ricerca sulla tradizione manoscritta di autori moderni e contemporanei.

### La biblioteca
La biblioteca (consistente in circa millenovecento volumi più le riviste non catalogate) nel luglio 1995 è donata dalla famiglia Angelini alla Biblioteca del Seminario Vescovile di Pavia, come da richiesta testamentaria di Angelini.

## Epistolari
In ordine di prima pubblicazione.
- Renato Serra, Epistolario, a cura di Luigi Ambrosini, Giuseppe De Robertis e Alfredo Grilli, con quattro lettere di Renato Serra a Cesare Angelini, Firenze, Le Monnier, 1953,  pp. 472, 481, 487-488, 592-593, SBN RCA0692927.
- Cesare Angelini, Cronachette di letteratura contemporanea, con sei lettere di Giovanni Papini a Cesare Angelini, Bologna, Boni, 1971,  pp. 155-166, SBN SBL0435402.
- Angelo Comini, Storia di una lunga amicizia. Lettere di Leopoldo Riboldi a Cesare Angelini, in Annuario, Pavia, Associazione Alunni Almo Collegio Borromeo, 1980,  pp. 13-25.
- Cesare Angelini, Trenta lettere, a cura di Angelo Stella, con la collaborazione di Gianfranca Lavezzi, Gianni Mussini, Cesare Repossi, Pavia, Almo Collegio Borromeo, 1981, SBN MIL0712569.
- Cesare Angelini, Giuseppe Prezzolini, Carteggio: 1919-1976, a cura di Margherita Marchione e Gianni Mussini, prefazione di Giuseppe Prezzolini, in appendice scritti su Renato Serra di Cesare Angelini e Giuseppe Prezzolini, Roma, Edizioni di storia e letteratura, 1983, SBN SBL0625514.
- Cesare Angelini, I doni della vita. Lettere 1913-1976, a cura di Angelo Stella e Anna Modena, con la collaborazione di Gianfranca Lavezzi, Gianni Mussini, Cesare Repossi, presentazione di Angelo Comini, Milano, Rusconi, 1985, ISBN 88-18-12022-0, SBN RAV0179483.
- Roberta Ramella, Lettere di Cesare Angelini a Luigi Fallacara, in Autografo, anno XIII n. 27, Milano, Giorgio Mondadori, ottobre 1992,  pp. 81-95.
- Cesare Repossi, Cesare Angelini e Ada Negri. Incontri nella "rossa Pavia", presentazione di Angelo Stella, Pavia, UNITRE, 1996, ISBN 88-7963-054-7, SBN MIL0343349.
- Saskia Avalle, Sara D'Arienzo, Nicoletta Leone, Giuseppe Polimeni, Nicoletta Trotta, Gianandrea Zanone (a cura di), Lettere di Cesare Angelini, in Cesare Angelini nel 'tempo' delle amicizie, Pavia, Centro di ricerca sulla tradizione manoscritta di autori moderni e contemporanei, 1996,  pp. 139-168, ISBN 88-86719-06-X, SBN MIL0339068.
- Anna Modena (a cura di), Lettere a Cesare Angelini, in Cesare Angelini nel 'tempo' delle amicizie, lettere di Gianfranco Contini, Giuseppe De Robertis, Giacomo Debenedetti, citato, 1996,  pp. 256-262.
- Nicoletta Trotta, Due lettere di Carlo Linati a Cesare Angelini, in Autografo (Viaggio tra gli autori del Fondo Manoscritti), anno XIII n. 34, Novara, Interlinea, gennaio-giugno 1997,  pp. 97-106, SBN PAV0066271.
- Nicoletta Leone, Fondo Cesare Angelini sezione epistolare, in Autografo (Viaggio tra gli autori del Fondo Manoscritti), citato,  pp. 109-128.
- Gianandrea Zanone, Corrispondenza Fracchia-Angelini, in Archivi del nuovo, Notizie di Casa Moretti, n. 2, Cesenatico, Casa Moretti, 1998,  pp. 117-131.
- Cesare Angelini e Eliseo Isola, Carteggio : 1941-1974, a cura di Lino Zanaboni, Corteolona, Lombardi, 1998.
- Cesare Angelini, Lettere a Paola e altre amicizie letterarie, a cura di Luca Cesari, [S.l.], Università aperta, 2004.
- Matteo Poletti, Il carteggio Riboldi-Angelini. Tra Humilitas e Humanitas, in Oltre, anno XVI n. 92, marzo-aprile 2005,  pp. 16-21.
- Arturo Colombo, Curiosando fra gli epistolari con Missiroli e Spadolini. Quelle carte parlanti di Angelini "giornalista", in Nuova Antologia, fascicolo n. 2240, Firenze, 2006,  pp. 70-77.
- Marino Mengozzi, «Giovinezza lontanissima e 'romagnola'», in Studi Romagnoli, LXI, Cesena, Stilgraf, 2009,  pp. 437-447.
- Manuela Ricci, Il carteggio fra Antonio Baldini e Cesare Angelini (con una parentesi morettiana), in Andrea Battistini, Arnaldo Bruni, Irene Romera Pintor (a cura di), Filologia e critica nella modernità letteraria. Studi in onore di Renzo Cremante, Bologna, CLUEB, 2012,  pp. 369-408, ISBN 978-88-491-3687-6, SBN RAV1972594.
- Cesare Angelini, Carlo Linati, Carteggio: 1919-1947, a cura di Fabio Maggi e Nicoletta Trotta, prefazione di Renzo Cremante, Roma, Edizioni di storia e letteratura, 2013, ISBN 978-88-6372-530-8, SBN MIL0944241.
- Antonio Castronuovo, Cesare Angelini: lettere e sonetti inediti (Prima corrispondenza con Benedetto Croce), in La Piê, 2015 n. 1,  pp. 6-8.
- Fabio Maggi, Dediche e lettere tra Carlo Emilio Gadda e Cesare Angelini, in Maria Antonietta Terzoli (a cura di), Margini. Giornale della dedica ed altro, n. 9, Basilea, Università di Basilea, 2015.
- Cesare Angelini, Vittoria Abeti e Cino Pedrelli, Serra-Angelini, a cura di Gianandrea Zanone, Cesena, Stilgraf, 2015.
- Gianandrea Zanone, Cesare Angelini: 'Questo Manzoni ci darà da fare tutta la vita', in Annali manzoniani, vol. 7-8, 2010-2015,  pp. 340-365.
- Fabio Maggi, Anna Maria Bianchi, Attilio De Paoli, Cesare Angelini: tre amici in Borromeo (scelta di lettere), in Quaderni borromaici, n. 3, Novara, Interlinea, 2016,  pp. 197-204.
- Fabio Maggi, Giuseppe Ungaretti in Borromeo (carteggio con Ungaretti), in Quaderni borromaici, n. 4, Novara, Interlinea, 2017,  pp. 109-121.
- Cesare Angelini, Angela Arrigoni, "Una vera e propria amicizia, che fa tanto bene", a cura di Mario Comincini, Romentino, edizione promossa dal curatore, 2019, ISBN 979-12-200-4634-3, SBN PAV0159440.
- Cesare Angelini, Paolo De Benedetti, Quasi evangelista, quasi talmudista. Lettere (1949-1975), a cura di Nicoletta Leone e Fabio Maggi, in appendice scritti di Cesare Angelini e Paolo De Benedetti, Brescia, Morcelliana, 2020, ISBN 978-88-372-3353-2, SBN PAV0166858.
- Cesare Angelini, Gianfranco Contini, Critica e carità. Lettere (1934-1965), a cura di Gianni Mussini, con la collaborazione di Fabio Maggi, presentazione di Carlo Carena, in appendice scritti di Cesare Angelini e Gianfranco Contini, Novara, Interlinea, 2021, ISBN 978-88-6857-384-3, SBN MIL0998464.
- AA.VV., Voci e sottovoci per Maria, a cura di Gianfranca Lavezzi e Angelo Stella, con in copertina una cartolina di M. Corti a C. Angelini, Novara, Interlinea, 2022, ISBN 978-88-6857-458-1, SBN MIL1028655.
- Cesare Angelini, Lettera a Egistina, a cura di Antonio Castronuovo, Imola, Babbomorto, 2021, SBN MIL1000088.
- Cesare Angelini, Leonardo Sciascia, "Epistole" tra Leonardo Sciascia e Cesare Angelini, a cura di Fabio Maggi, Toronto, Sciascia Archive Project, [2025].
- Cesare Angelini, Enrico Falqui, "Queste nostre benedette Lettere". Carteggio (1928-1974), a cura di Giacomo Bruni, presentazione di Giuseppe Antonelli, Novara, Interlinea ("Biblioteca di 'Autografo'"), 2025, ISBN 978-88-6857-628-8, SBN PAV3220018.

## Le amicizie nell'arte
Conosce Ezechiele Acerbi. È in consuetudine con Giulio Bariola, Ugo Bernasconi, Romeo Borgognoni, Augusto Colombo, Attilio De Paoli da Carbonara, Francesco Messina, Erminio Rossi, Emilio Testa e con lo storico dell'arte Stefano Fugazza.